# Port de la Bonaigua
Il Port de la Bonaigua (2072 m s.l.m. - Puerto de la Bonaigua in spagnolo, Pòrt dera Bonaigua in aranese) è un valico dei Pirenei situato nella provincia di Lleida in Catalogna, tra le comarche del Pallars Sobirà a sud e della Val d'Aran a nord.
Il passo segna il confine tra i comuni di Alt Àneu e Naut Aran ed è percorso dalla strada C-28. Si situa sullo spartiacque tra il Mar Mediterraneo e l'Oceano Atlantico; a poca distanza del passo si trovano le sorgenti dei fiumi Garonna e Noguera Pallaresa. Dal passo partono alcuni impianti di risalita della stazione sciistica di Baqueira-Beret.
Il passo è stato affrontato sette volte dalla Vuelta a España, la prima nel 1980, l'ultima nel 2008, venendo classificato come gran premio della montagna di prima categoria.